# Industrial'nyy Rayon (region i Kazakstan)
Industrial'nyy Rayon är en region i Kazakstan.   Den ligger i oblystet Pavlodar, i den nordöstra delen av landet, 400 km öster om huvudstaden Astana.